# 首席整合官
首席整合官（Chief Integration Officer; CIO）主要职责是为评估和探求两个或多个企业之间在业务方面的合作机会，通过可能的整合以期达到销售和推广企业产品或业务的目的。